# 戴维·特科特
戴维·特科特（英語：David Turcotte，1965年7月10日—），加拿大男子篮球运动员。他曾代表加拿大获得1988年夏季奥运会男子篮球比赛第六名。他也参加了1986年世界篮球锦标赛。